# Josu Hernáez
Josu Hernáez Lopetegui  (Éibar, 4 de julio de 1985) es un exfutbolista español que jugaba en la posición de centrocampista.

## Trayectoria
Se formó en las categorías inferiores del Éibar, club de su ciudad natal y, tras un fugaz paso por la cantera del Athletic Club, el jugador recaló en el Zaragoza "B" antes de fichar por el Sestao, donde poco a poco se convirtió en todo un ídolo.
De hecho, Hernáez jugó allí durante cinco años y fue una de las piezas clave del conjunto vizcaíno, llegando a ser su capitán hasta que el jugador se desvinculó de dicho club y decidió aceptar la oferta del C. D. Mirandés en Segunda División.

### Clubes
| Club                    | División           | Año       |
| ----------------------- | ------------------ | --------- |
| Cultural de Durango     | Segunda División B | 2005-2006 |
| S. D. Eibar             | Segunda División B | 2006-2007 |
| Bilbao Athletic         | Segunda División B | 2007-2008 |
| Real Zaragoza B         | Segunda División B | 2008-2009 |
| Sestao River            | Segunda División B | 2009-2014 |
| Club Deportivo Mirandés | Segunda División   | 2014-2016 |
| Real Unión Club         | Segunda División   | 2016-2018 |